# 阿爾夫特博恩海姆巴赫河
50°47′53″N 7°1′38″E / 50.79806°N 7.02722°E

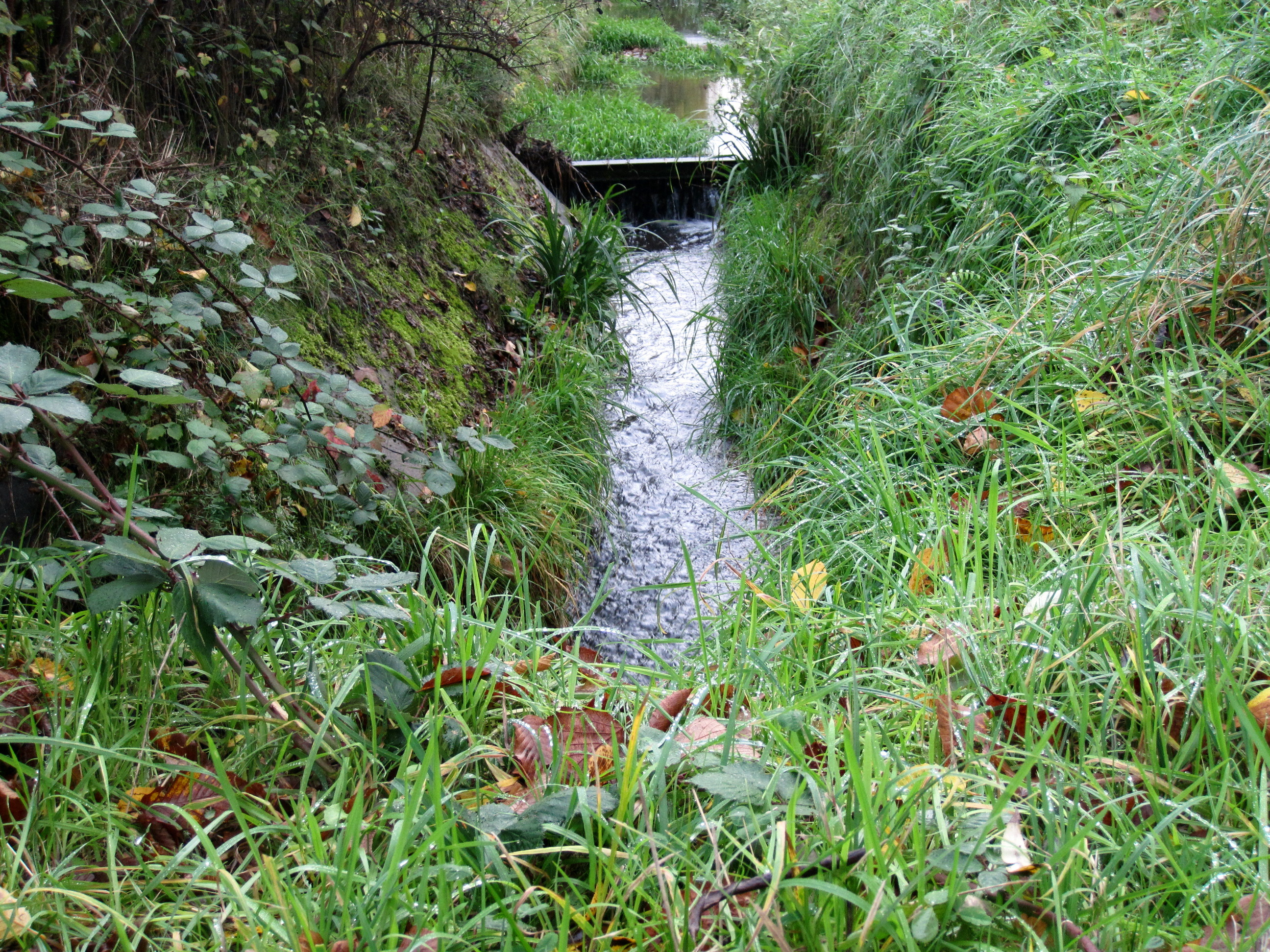

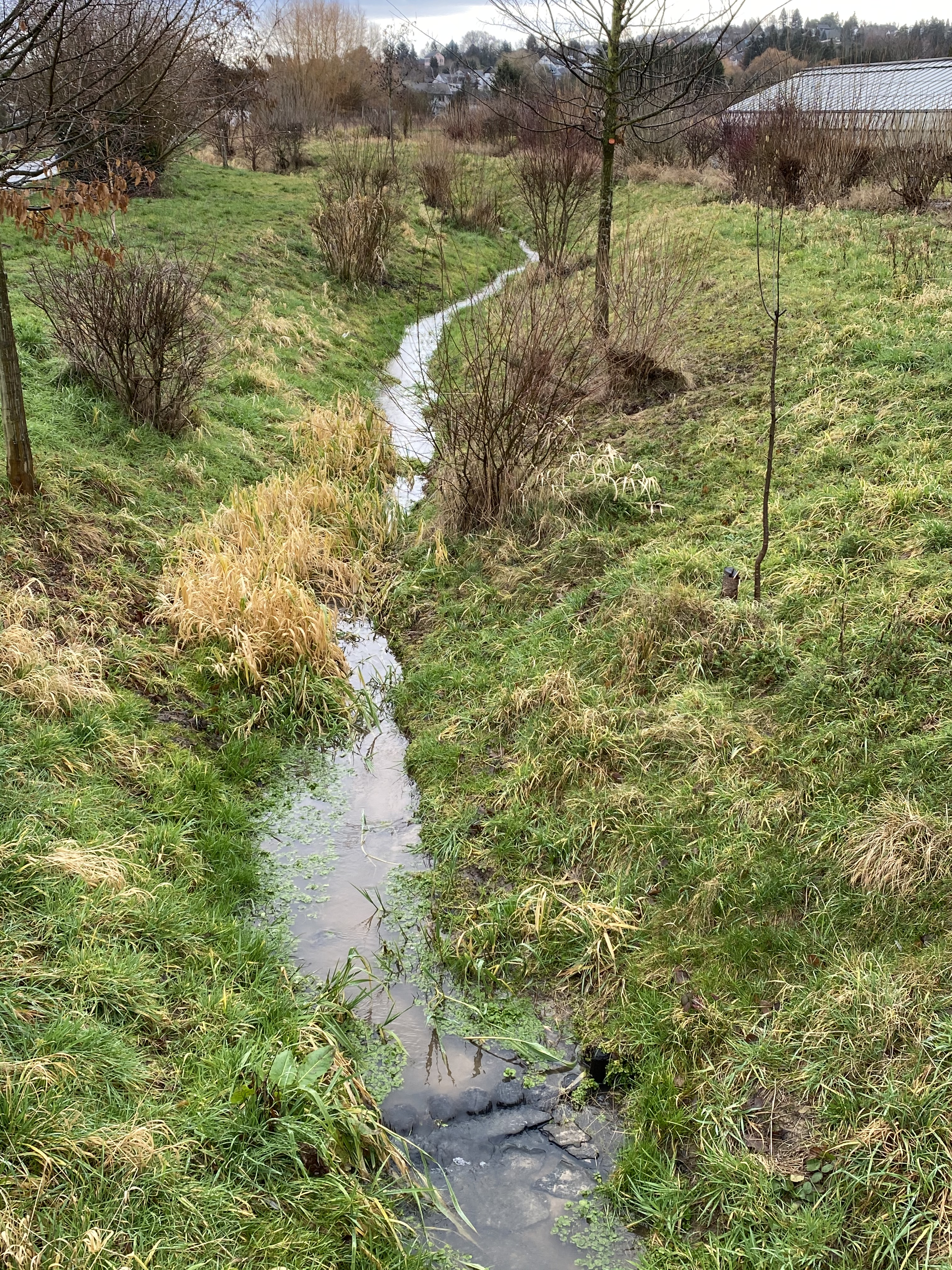

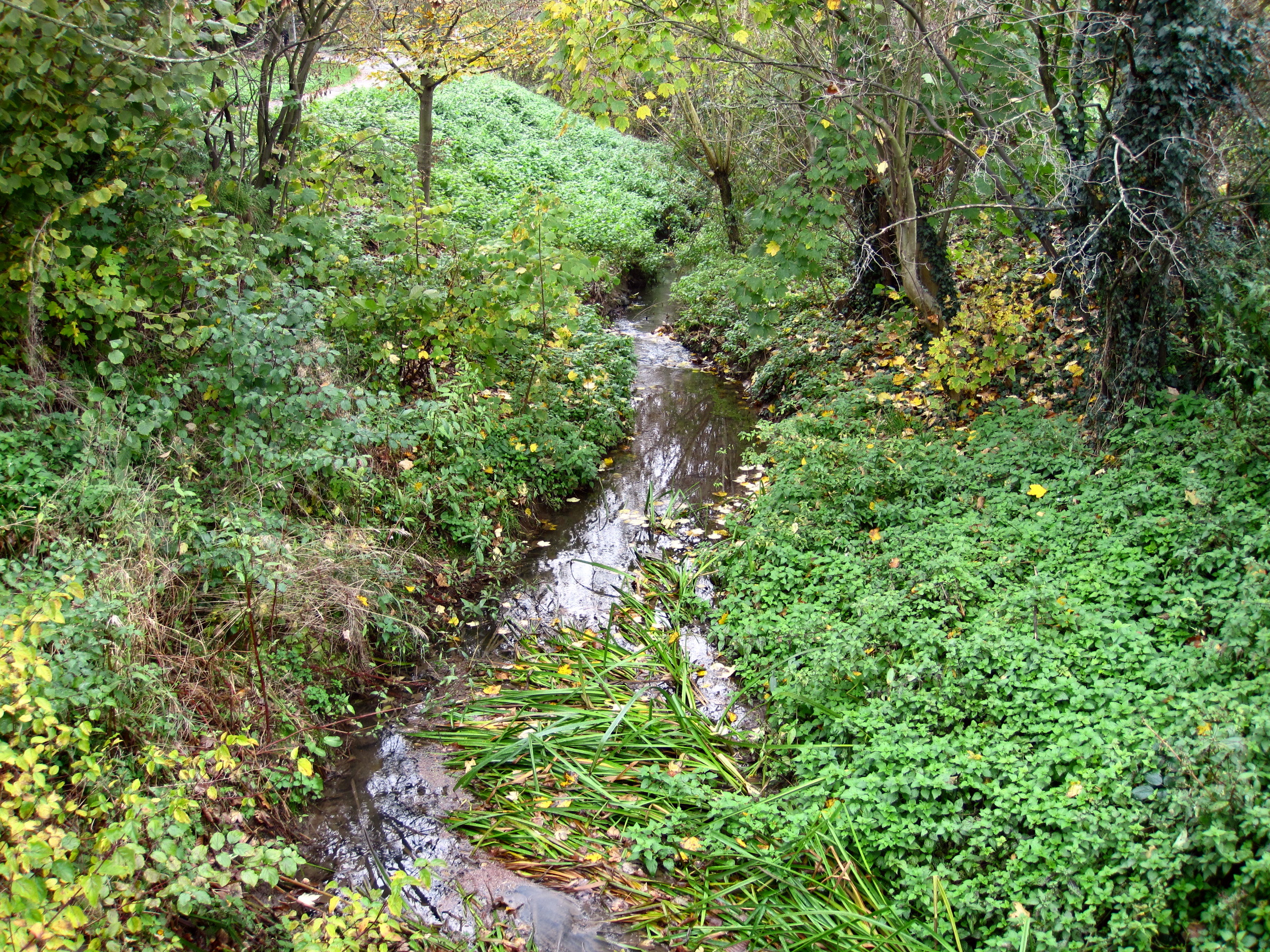

阿爾夫特博恩海姆巴赫河（德語：Alfterer Bornheimer Bach），是德國的河流，位於該國西部，處於北萊茵-威斯特法倫州，屬於萊茵河的左支流，河道全長11公里，流域面積38平方公里。